# 竹内里枝
竹内 里枝（たけうち さとえ、1974年10月17日 - ）は、NHKの元契約キャスター。

## 来歴・人物
愛知県知多市出身。愛知淑徳大学文学部コミュニケーション学科卒業と同時に、東海ラジオ放送でレポートドライバーとなり、4年間務める。
その後広告代理店に就職をするが、2002年12月にNHK岐阜放送局の契約キャスターとなる。2004年4月から3年間はNHK名古屋放送局で契約キャスターを務めた。
2005年愛・地球博の際は、NHKグローバルスタジオから黒沢保裕アナウンサーと共に「さらさらサラダ愛・地球博」を生放送。
2007年4月からは、夫の転勤に伴い海外で過ごすことが多くなる。インド（デリー）→東京→シンガポール→インド（ベンガルール）→ミャンマー
趣味はエアロビクス、スキューバダイビング。大学時代にやっていた社交ダンスを武器に、番組中に演歌歌手の山川豊とも踊っている。
アナウンス学校時代の同期はお笑いタレントの青木さやか。
名古屋局制作番組の「中学生日記」に声だけ出演した経験もある。地元の知多郵便局で「一日郵便局長」も務めたことがある。
海外在住時に始めた日本語教師の活動にも力を注ぐ。

## ラジオ
- 地球ラジオ（NHKラジオ・国内外）
不定期に電話リポートしている。
- 情報フレッシュ便 さらさらサラダ（NHK名古屋） - MC

シンガポールの日本語ラジオ放送　FM96.3　SMILE WAVE - マネージャー兼アナウンサー
出身地であるメディアスFM83.4 https://www.medias.fm/「ちたまるラブリー」にてパーソナリティーとして活動再開。

## 執筆
- 月刊Chalo インド在住日本人向けフリーペーパー
- 地球の歩き方ブログ特派員「ベンガルール」